# Solanum multispinum
Solanum multispinum är en potatisväxtart som beskrevs av Nicholas Edward Brown. Solanum multispinum ingår i släktet skattor som ingår i familjen potatisväxter. Inga underarter finns listade i Catalogue of Life.